# Trattato di Lisbona (1668)
Il trattato di Lisbona del 1668 è un trattato di pace tra Portogallo e Spagna, stipulato a Lisbona il 13 febbraio grazie al quale fu conclusa la Guerra di restaurazione portoghese con il riconoscimento per parte spagnola della sovranità della nuova dinastia del Portogallo, la casa Reale di Braganza.

## I contraenti
Da parte spagnola il trattato fu ratificato dalla Regina reggente Marianna d'Austria, seconda moglie di Filippo IV, in nome del figlio minorenne Re Carlo II e per parte portoghese dal Principe Pietro a nome del fratello, re Alfonso VI, interdetto.
Fu mediatore l'ambasciatore inglese in Portogallo Edward Montagu, I conte di Sandwich.

## Termini del trattato

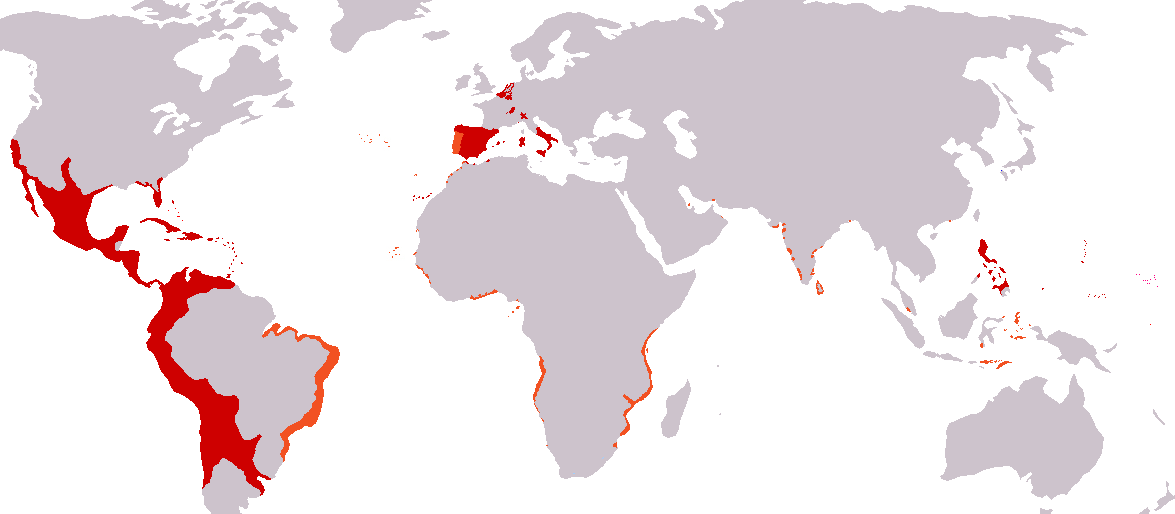
Mappa dell'Impero Ispano-Portoghese all'epoca dell'Unione Iberica (1581–1640). In rosso scuro i territori spagnoli, in arancio quelli attribuiti al Portogallo con il trattato

- Gli Asburgo riconobbero la legittimità della dinastia dei Braganza.

- L'Infanta Caterina, Duchessa di Braganza fu retrospettivamente dichiarata come legittimo erede al trono.

- Fu ripristinata la sovranità portoghese sulle colonie salvo la città di Ceuta.

- Scambio dei prigionieri, apertura delle relazioni commerciali e reciproche compensazioni[2].

## Conseguenze per il Portogallo
Dopo il 1668 il Portogallo riuscì a riottenere il completo controllo sull'impero coloniale mentre si accentuò il risentimento nei confronti della Spagna sia nella nobiltà sia nella borghesia commerciale.
Questo provocò l'intensificazione dei rapporti commerciali verso l'Inghilterra e l'Olanda e la nascita di un profondo processo di europeizzazione, processo ancor vivo oggi.

## Conseguenze per la Spagna
Sebbene la Spagna degli Asburgo ricavasse degli immediati vantaggi da tale trattato in quanto poteva chiudere un conflitto estremamente oneroso che si trascinava da ormai ventotto anni, la perdita delle colonie portoghesi contribuì ad indebolire il prestigio dell'Impero Asburgico.
Forti conseguenze ci furono sul piano politico in quanto la regina Marianna e il primo ministro Johann Eberhard Nidhard furono fortemente biasimati dalla grande nobiltà per non essere stati in grado di ottenere migliori concessioni e ciò provocò la rivolta di Don Giovanni d'Austria.